# Pierre Tattevin
 (mars 2023).
Pierre Tattevin, né le 6 octobre 1968 à Vannes (France), est médecin et professeur en maladies infectieuses au Centre hospitalier universitaire de Rennes. Il est vice-président de la Société de pathologie infectieuse de langue française (SPILF) et préside depuis 2022 le Conseil national des universités (CNU) pour les maladies infectieuses. Il coordonne depuis 2019 l'Alliance for the Prudent Use of Antimicrobials (APUA).

## Biographie
Fils de deux médecins (mère anesthésiste-réanimatrice et père médecin généraliste), il fait ses études de médecine à Rennes, puis son internat à l'Assistance Publique-Hôpitaux de Paris. Depuis 2016, il dirige le service des maladies infectieuses du CHRU de Rennes.

### Infection à VIH et SIDA
Entre 2003 et 2007, le Dr Tattevin a dirigé la mission SIDA pour Médecins du monde en Tanzanie. Avant la pandémie COVID19, il intervient régulièrement dans plusieurs autres pays d'Afrique (exemple : Liberia, Burundi), pour former sur place des partenaires locaux et sensibiliser les autorités pour qu'elles mettent en place des politiques de réduction des risques sanitaires. Il publie Infection à VIH et SIDA aux éditions Estem en 1998.

### Pandémie de Covid-19
Le service des maladies infectieuses qu'il dirige à Rennes se retrouve en première ligne lors de la pandémie de Covid-19. Il passe à France Culture pour évoquer le problème des syndromes persistants. En juillet 2020, la SPILF, qu'il présidait, a porté plainte auprès du Conseil départemental de l'ordre des médecins des Bouches-du-Rhône contre Didier Raoult pour manquement à 9 articles du code de déontologie.

### Vie personnelle et culture scientifique
Le Dr Tattevin a été invité plusieurs fois par l'Espace des Sciences, le Centre de culture scientifique de Rennes, pour communiquer sur divers sujets médicaux : la maladie de Lyme, les antibiotiques, les vaccins, la pandémie COVID19.